# 棕榈裸鼻雀
棕榈裸鼻雀（学名：Thraupis palmarum），是雀形目裸鼻雀科的一种鸟类。
棕榈裸鼻雀体重约39克，翼长约92.5毫米，嘴峰长约15毫米，喙宽度约5.9毫米，喙厚度约6.5毫米，跗蹠长约20.7毫米，尾长约70.4毫米。棕榈裸鼻雀在其分布区内为留鸟，其栖息在半开放的高大树木组成的森林中，食性为杂食性。

## 亚种
- ：分布于尼加拉瓜东部至哥伦比亚北部和委内瑞拉极西北部。
- ：分布于哥伦比亚西南部和厄瓜多尔西部的太平洋沿岸地区。
- ：分布于哥伦比亚东部，南至玻利维亚北部，东至委内瑞拉、特立尼达、圭亚那和巴西亚马逊地区。
- ：分布于巴西东部和南部，玻利维亚和巴拉圭东部。[4]